# Lijst van rijksmonumenten in Twenterand
De gemeente Twenterand telt 26 inschrijvingen in het rijksmonumentenregister, hieronder een overzicht. 

## Bruinehaar
De plaats Bruinehaar telt 1 inschrijving in het rijksmonumentenregister.
| Object                           | Oorspronkelijke functie? | Bouwjaar  | Architect | Locatie       | Coördinaten?                  | Nr.?   | Afbeelding        |
| -------------------------------- | ------------------------ | --------- | --------- | ------------- | ----------------------------- | ------ | ----------------- |
| Een van vier kop-rompboerderijen | Boerderij                | 1938-1940 | Timmerman | Gravenlandweg | 52° 27' 26" NB, 6° 41' 53" OL | 507480 | Meer afbeeldingen |

## De Pollen
De plaats De Pollen telt 1 inschrijving in het rijksmonumentenregister.
| Object                                                         | Oorspronkelijke functie? | Bouwjaar | Architect | Locatie           | Coördinaten?                  | Nr.?   | Afbeelding                                                     |
| -------------------------------------------------------------- | ------------------------ | -------- | --------- | ----------------- | ----------------------------- | ------ | -------------------------------------------------------------- |
| Hervormde kerk, beschermd vanwege het eenklaviers kabinetorgel | Vanwege onderdelen kerk  | 1766     |           | Oude Hoevenweg 40 | 52° 25' 59" NB, 6° 39' 58" OL | 454879 | Hervormde kerk, beschermd vanwege het eenklaviers kabinetorgel |

## Den Ham
De plaats Den Ham telt 12 inschrijvingen in het rijksmonumentenregister. Zie Lijst van rijksmonumenten in Den Ham voor een overzicht.

## Vriezenveen
De plaats Vriezenveen telt 12 inschrijvingen in het rijksmonumentenregister. Zie Lijst van rijksmonumenten in Vriezenveen voor een overzicht.
Almelo ·
Borne ·
Dalfsen ·
Deventer ·
Dinkelland ·
Enschede ·
Haaksbergen ·
Hardenberg ·
Hellendoorn ·
Hengelo ·
Hof van Twente ·
Kampen ·
Losser ·
Oldenzaal ·
Olst-Wijhe ·
Ommen ·
Raalte ·
Rijssen-Holten ·
Staphorst ·
Steenwijkerland ·
Tubbergen ·
Twenterand ·
Wierden ·
Zwartewaterland ·
Zwolle